# Wilhelm von Braun

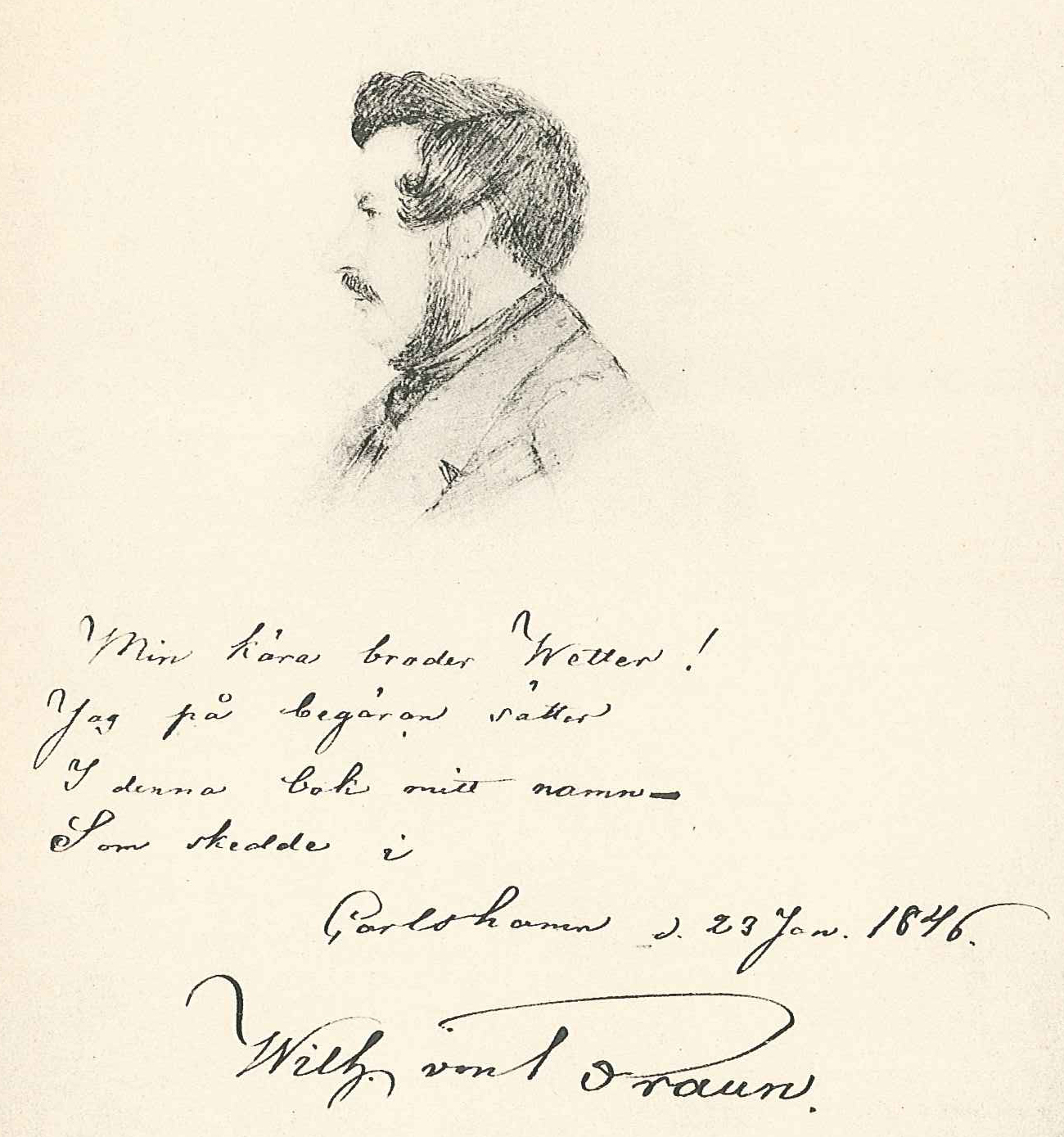
1846 porträtterades Wilhelm von Braun av vännen Carl Wetter. Braun svarade med att skriva ett versifierat tack på teckningen.

Wilhelm August Detlof von Braun, född den 8 november 1813 på Brängesås gård i Kölingareds socken, Västergötland, död den 12 september 1860 i Uddevalla, var en svensk författare. 

## Biografi
von Brauns föräldrar var överstelöjtnanten Kristian Benjamin von Braun och Justina Katarina Militz. Sin skoltid tillbringade han i Skara och Göteborg. Han var endast 15 år då han 1828 kom till Karlberg  för att gå samma bana som fadern. Efter avslutad kurs ingick han 1834 som fänrik vid Västgöta-Dals regemente, där han i sju år innehade löjtnants grad. Han hade där en despotisk chef som trakasserade honom och vilken han tecknat i en av sina noveller såsom typen för en människoplågare. 1846 tog han avsked från det militära för att på heltid ägna sig åt sitt författarskap.
1834 publicerade han sina första tryckta dikter i Aftonbladet. 1837 utgav han den första samlingen, Dikter, och samlade sina dikter och prosastycken i litterära kalendrar, från Calle 1843 till Borup 1860, sammanlagt ett tiotal diktsamlingar. Han var under några decennier en av Sveriges populäraste poeter. Dikterna är av det ekivoka, burleska och grovkorniga slaget. Han var en stor humorist, men kunde samtidigt vara allvarlig. Hans diktning var ofta riktad mot samhällets toppar, mot kyrka, militarism, monarkin och gällande seder. Han stod dessutom i opposition till det gällande romantiska svärmeriet som hade Stagnelius och Böttiger som förebild och mot göticismen. Han är cyniskt inställd till det akademiskt polerade. Hans komiska dikter var lika populära som de allvarliga; exempelvis är Mitt konterfej av det känslosamma slaget.
Wilhelm von Braun var mycket produktiv och ett flertal diktsamlingar har utgivits. Hans dikt "Stark i sin oskuld", som lär ha sitt ursprung i en verklig händelse i Dalarna, publicerades i hans poetiska kalender Herr Börje 1851. Texten utgör ursprungstexten till visan Mors lilla Olle som senare bearbetades och tonsattes av Alice Tegnér.
Wilhelm von Braun var god vän med den på 1850-talet framstående lidingöbon Janne Zetterberg (1810-1878), även kallad "Lidingökungen" och skrev ett brev till Zetterberg där han inbjöd sig själv på kalas i form av en humoristisk dikt anspelad på Zetterbergs namn med följande text;
Zedan Zetterberg zagt zägelsen,
zå zätter zkalden zig (i) Zetterbergs zhaise.
Zedan zupa zom Zatan. Åren 1851-55 hyrde von Braun ett rum på Långängens gård på Lidingö som under en period ägdes av familjen Zetterberg.

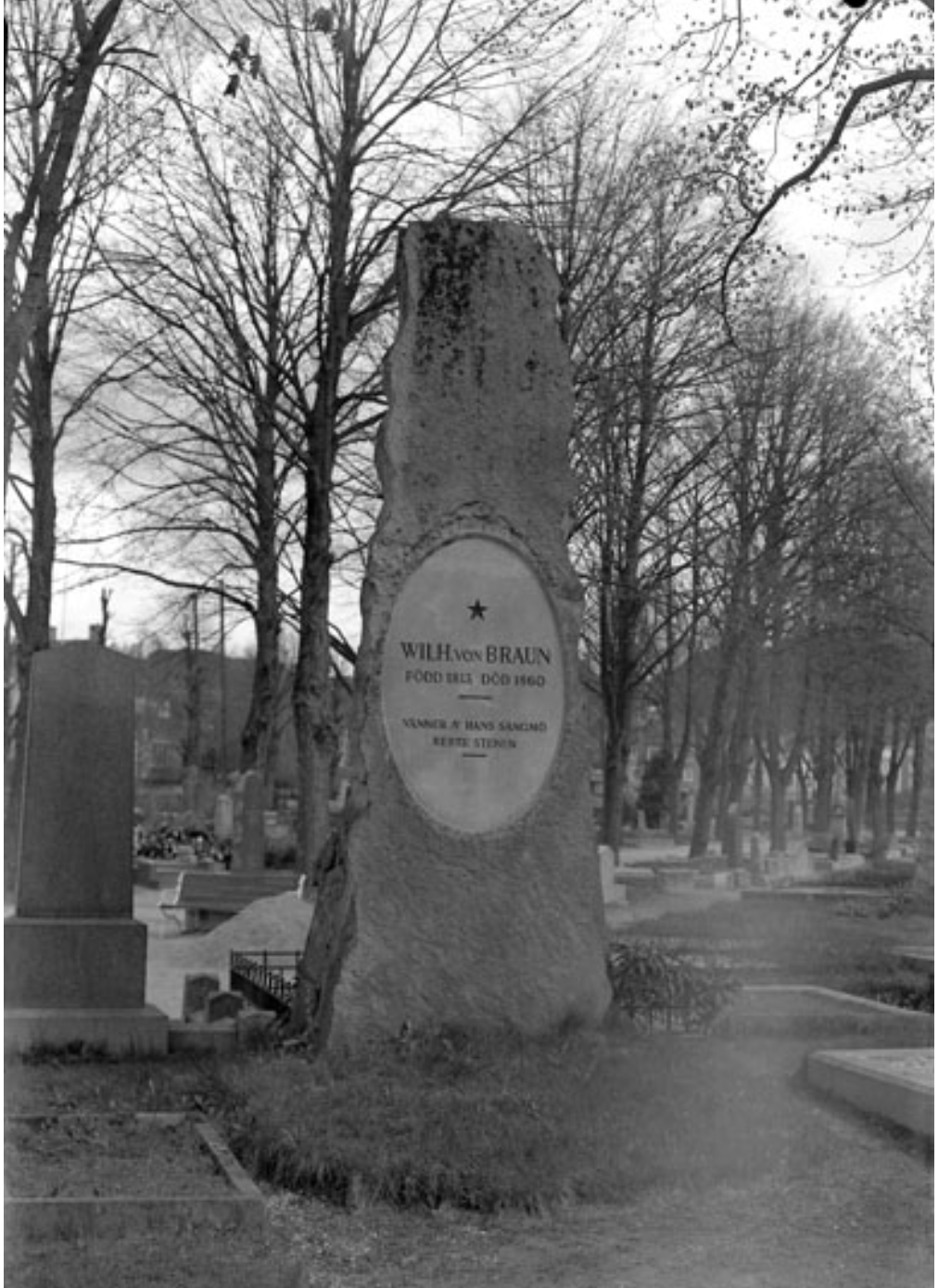
gravvård Uddevalla, norra kyrkogården

Wilhelm von Braun-sällskapet, grundat 1993, är en sammanslutning av människor som intresserat sig extra mycket för von Brauns samlade verk. De träffas årligen för att sprida kunskap och information om skalden.
Wilhelm von Braun var bror till Amelie von Braun.

### Samlade och valda utgåvor (urval)
- Samlade arbeten. 1-6. Stockholm: Bonnier. 1867-1870. Libris 81775 - Med inledning (Lefnadsteckning) af O. P. Sturzen-Becker samt bihang: Några blad om Wilhelm von Braun, hans lefnad och skaldskap m. m., antecknade af J. G. Carlén. - 2. upplagan 1876 ; 3. upplagan 1882 ; 4. upplagan 1888-90.
  -  Del 1. 1867. Libris 81776. https://litteraturbanken.se/f%C3%B6rfattare/BraunWvon/titlar/SamladeArbeten1/sida/9/faksimil?om-boken
  -  Del 2. 1868. Libris 81777. https://litteraturbanken.se/f%C3%B6rfattare/BraunWvon/titlar/SamladeArbeten2/sida/7/faksimil?om-boken
  -  Del 3. 1868. Libris 81782. https://litteraturbanken.se/f%C3%B6rfattare/BraunWvon/titlar/SamladeArbeten3/sida/7/faksimil?om-boken
  -  Del 4. 1869. Libris 81778. https://litteraturbanken.se/f%C3%B6rfattare/BraunWvon/titlar/SamladeArbeten4/sida/7/faksimil?om-boken
  -  Del 5. 1869. Libris 81779. https://litteraturbanken.se/f%C3%B6rfattare/BraunWvon/titlar/SamladeArbeten5/sida/9/faksimil?om-boken
  -  Del 6:1. 1870. Libris 81780. https://litteraturbanken.se/f%C3%B6rfattare/BraunWvon/titlar/SamladeArbeten6_1/sida/7/faksimil?om-boken
  -  Del 6:2. 1870. Libris 81781. https://litteraturbanken.se/f%C3%B6rfattare/BraunWvon/titlar/SamladeArbeten6_2/sida/5/faksimil?om-boken
- Samlade berättelser. 1-4. Stockholm: Bonnier. 1900-1901. Libris 1682766 - Med 180 illustrationer af Carl Schubert.
  -  1. 1900. Libris 0f6374bwxw3cxpsd. https://litteraturbanken.se/f%C3%B6rfattare/BraunWvon/titlar/SamladeBer%C3%A4ttelser1/sida/5/faksimil?om-boken
  -  2. 1900. Libris hxplqxhtfpdq7842. https://litteraturbanken.se/f%C3%B6rfattare/BraunWvon/titlar/SamladeBer%C3%A4ttelser2/sida/5/faksimil?om-boken
  -  3. 1901. Libris 0f637hwkxvmt4qsx. https://litteraturbanken.se/f%C3%B6rfattare/BraunWvon/titlar/SamladeBer%C3%A4ttelser3/sida/5/faksimil?om-boken
  -  4. 1901. Libris 5lc8dqh53vn2g3mj. https://litteraturbanken.se/f%C3%B6rfattare/BraunWvon/titlar/SamladeBer%C3%A4ttelser4/sida/5/faksimil?om-boken
- Samlade dikter (5. uppl.). Stockholm: Bonnier. 1901-1902. Libris 1691989. https://runeberg.org/braundik/ - 4 volymer.
- Samlade arbeten. Malmö: Världslitteraturen. 1928-1929. Libris 1317852 - 8 volymer.
- Valda dikter. Västerås: Kvällstunden. 1948. Libris 1393982